# Dock Street Dam
Der Dock Street Dam ist ein Überfallwehr im Susquehanna River zwischen Harrisburg und Lemoyne im Bundesstaat Pennsylvania der USA. Es befindet sich zwischen der Philadelphia and Reading Railroad Bridge und der John Harris Bridge und staut den Susquehanna vor Harrisburg bei Niedrigwasser um circa 1,2 Meter auf. Bei höheren Wasserpegeln in den Wintermonaten kann die Krone des Wehres unterhalb des Unterwassers liegen, die Staustufe wird somit zu einem Grundwehr und stellt für auftretenden Eisgang kein Hindernis dar.

## Geschichte
Um die Jahrhundertwende wurden die Abwässer aus Harrisburg noch ungeklärt in den Susquehanna geleitet. In den Sommermonaten zu Zeiten von Niedrigwasser bildeten sich kleinere stehende Gewässer, in denen sich die Abwässer sammelten und neben der Geruchsbelästigung zur Bildung von Brutstätten für Stechmücken und anderen Insekten führten. Mit der Errichtung des Wehres zwischen 1913 und 1915 in Höhe der Dock Street wurde der Pegel ausreichend erhöht, um stehende Gewässer zu vermeiden. Zusätzlich konnte dadurch der Flussabschnitt um die Flussinsel City Island vor Harrisburg für Freizeit- und Erholungszwecke nutzbar gemacht werden.

## Beschreibung

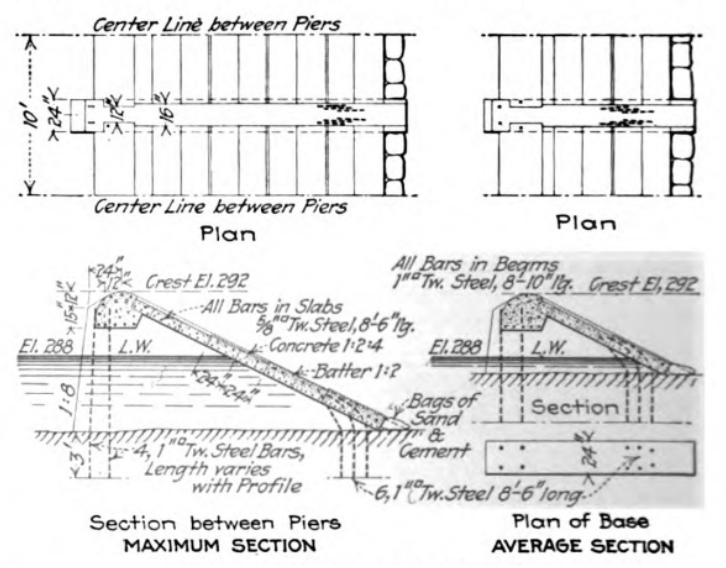
Konstruktionsdetail der Staumauer für die mittlere (rechts) und maximale Höhe (links)

Die 957 Meter lange Gewichtsstaumauer aus Stahlbeton besteht aus 61 cm breiten Pfeilern, die in einem Abstand von drei Metern im Flussbett errichtet und im vorherrschenden Kalksteinuntergrund verankert wurden. Die Höhe der Pfeiler variiert je nach Tiefe des Felsgesteins zwischen 1,5 m und 3,7 m. 
Die flussaufwärts gelegene Pfeilerseite wurde mit vorgefertigten Stahlbetonplatten von drei Meter Länge, 61 cm Breite und einer Dicke zwischen 20 cm und 28 cm überdeckt, so dass eine geschlossene Fläche entstand; die Anzahl der Platten variierte dabei in Abhängigkeit von der Wassertiefe. Zur Abdichtung der Staumauer an der Gründungssohle wurden Sandsäcke verwendet. Das Wehr besitzt zwei Öffnungen, eine 3,6 m breite im Mittelteil und eine am Ostende zum Harrisburg-Ufer hin, die zum Zeitpunkt der Fertigstellung 10 m betrug.

## Todesfälle
Seit 1935 hat es am Damm mindestens 29 tödliche Unfälle gegeben, die ihm dem Beinamen drowning machine einbrachten. Zuletzt starben hier am 7. Mai 2018 eine Mutter und ihre dreijährige Tochter, als ihr Boot unterhalb des Dammes zu dicht an dessen Sog kam.